# Karolina Kusek
Karolina Kusek (nascuda el 1940 a Ternòpil) és una poetessa, periodista, autora d'epigrames, aforismes, lletres de cançons, poesia i contes per a nens. Fins al 2007, va ser vicepresidenta de la Unió d'Escriptors Polonesos a Wrocław.

## Biografia
És llicenciada a l'Escola de Música (classe de violí) a Wrocław, a la Facultat de Filologia Polonesa de la Universitat de Wrocław i a l' Acadèmia d'Educació Especial "Maria Grzegorzewska" a Varsòvia. Va treballar a l'editorial de l'Institut Nacional Ossolińskich a Wrocław, i després com a periodista a Słowo Polskie i Słowo Powszechne. Va debutar el 1970 amb el poema A sio rakieto! a la revista Miś.
És autor de la versió poètica d'El trencanous i el rei dels ratolins segons E.T.A. Hoffmann per a l'estrena del ballet a l'Òpera de Wrocław.
Karolina Kusek ha publicat un total 26 de llibres, principalment per a nens i nenes. L'obra poètica de l'autora es basa es basa en la defensa dels drets dels nens perquè, com diu, el nen és el major bé i l'esperança del món, al qual se li mereix el respecte, una infància digna, l'amor i el desenvolupament. En molts poemes, l'autora recorda els temps de la guerra, i en ells el drama inimaginable dels nens, com una espècie de testimoni de memòria i missatge per a les generacions futures. En la forma literària, la poetessa també fa una crida als adults perquè es fixin en els problemes del nen en el món modern. Kusek també adreça paraules al nen, tractant de dirigir la seva sensibilitat a la bellesa, la durabilitat i la fragilitat del món.
Al setembre de 2009 a la Universitat Jan Kochanowski de Kielce, es va celebrar una conferència científica internacional dedicada a l'obra del poeta, i titulada W kręgu twórczości Karoliny Kusek ("En el cercle de la creativitat de Karolina Kusek") amb la participació de científics, investigadors, crítics i traductors polonesos i estrangers.
Karolina Kusek és membre del jurat permanent del Concurs Nacional de Poesia Małe krajobrazy słowa ("Petits paisatges de la paraula") a Kędzierzyn-Koźle. El seu nom és Konkurs Recytatorski w Orzeszkowie.

## Llibres publicats
La poesia de Karolina Kusek ha estat traduïda a molts idiomes, incloent l'anglès, el txec, el francès, l'alemany, el rus, el castellà i l'italià.Moltes de les obres de l'autora s'han publicat en revistes pedagògiques, en premsa nacional i regional, a més de col·leccions de poesia per a nens i materials educatius per a escoles i llars d'infants.
Volums publicats de poesia:
- Słonecznikowe nutki, 1982[1]
- Na Ziemi i wyżej
- Spacerkiem przez pole[9]
- Barwy lata[9]
- Twoje słowa
- Z babcią za rękę[9]
- Moje krajobrazy
- Malowane słońcem
- W stronę słońca
- Obrazki z naszego dzieciństwa[1]
- Pomiędzy świtem a zmierzchem (poemes funeraris després de l'accident aeri prop de Smolensk)[10]
- Atramentowym szlakiem[10]
- Za głosem serca[10]
- Objęłam spojrzeniem świat dziecka[2]
- Taniec czasu
- Pomiędzy tęczą a błotnym kamieniem
- Tajemniczy cień – conte d'escenari[11]
- Gdy oniemieli wieszcze[12]
- Ty jesteś moim słońcem[4]
- Dzieci Marsa[10][13]

## Premis i distincions
Karolina Kusek ha estat guardonada, entre d'altres, amb els següents premis:
- Premi al Treball Orgànic  Maria Konopnicka  (Nagroda Pracy Organicznej im. Marii Konopnickiej);
- Premi Literari 'Klemens Janicki' (Nagroda Literacka im. Klemensa Janickiego);
- Estatueta Fènix (Feniks) (premi expressionista 'Tadeusz Miciński')
- Medalla de plata Labor Omnia Vincit - (El treball ho venç tot) 'Hipolit Cegielski';
- Europan Medal of Poetry and Art - Homer (Medalla Europea de Poesia i Art - Homer).
- També és guanyadora múltiple del plebiscit Dona Influent de la Baixa Silèsia (Wpływowa Kobieta Dolnego Śląska) i finalista del plebiscit La Personalitat de l'Any 2017 (Osobowość Roku 2017).
- El 2018 Karolina Kusek va quedar tercera en el plebiscit 20è aniversiari de les dones més influents de la Baixa Silèsia (20-cie Najbardziej Wpływowych Kobiet Dolnego Śląska). Va ser un plebiscit organitzat exclusivament per als representants dels mitjans (caps de redacció, redactors de seccions, periodistes, crítics, experts i fotoperiodistes).
- Des de fa molts anys, a les escoles i biblioteques arreu del país s'organitzen els concursos literaris 'Karolina Kusek', com també les exposicions artístiques i representacions inspirades per l'obra de la poeta.